# Kawasaki Ki-3
Kawasaki Ki-3 (九三式単軽爆撃機 Kyūsan-shiki tankei bakugekiki) là một loại máy bay ném bom hạng nhẹ chế tạo bởi hãng Kawasaki Kōkūki Kōgyō KK cho Lục quân Đế quốc Nhật Bản trong thập niên 1930.

## Biến thể
- Ki-3 (Máy bay ném bom hạng nhẹ Lục quân Kiểu 93-1). 243 chiếc (3 mẫu thử, 200 chiếc do Kawasaki chế tạo và 40 chiếc do Tachikawa Aircraft Company Ltd chế tạo) từ tháng 1/1934 tới tháng 3/1935.[1]

## Quốc gia sử dụng
Nhật Bản
- Không quân Lục quân Đế quốc Nhật Bản

## Tính năng kỹ chiến thuật (Ki-3)
Dữ liệu lấy từ Japanese Aircraft, 1910-1941
Đặc điểm tổng quát
- Kíp lái: 2
- Chiều dài: 10 m (32 ft 9.6 in)
- Sải cánh: 13 m (42 ft 7.8 in)
- Chiều cao: 3 m (9 ft 10 in)
- Diện tích cánh: 38 m2 (409 ft2)
- Trọng lượng rỗng: 1.650 kg (3.638 lb)
- Trọng lượng có tải: 3.097 kg (6.828 lb)
- Powerplant: 1 × BMW IX, 592 kW (790 hp)

Hiệu suất bay
- Vận tốc cực đại: 259 km/h (161 mph)
- Trần bay: 7.000 m (23.000 ft)

Vũ khí trang bị
- 2× súng máy 7,7 mm (0.303 in)
- 500 kg (1.102 lb) bom